# Karl Kehrle

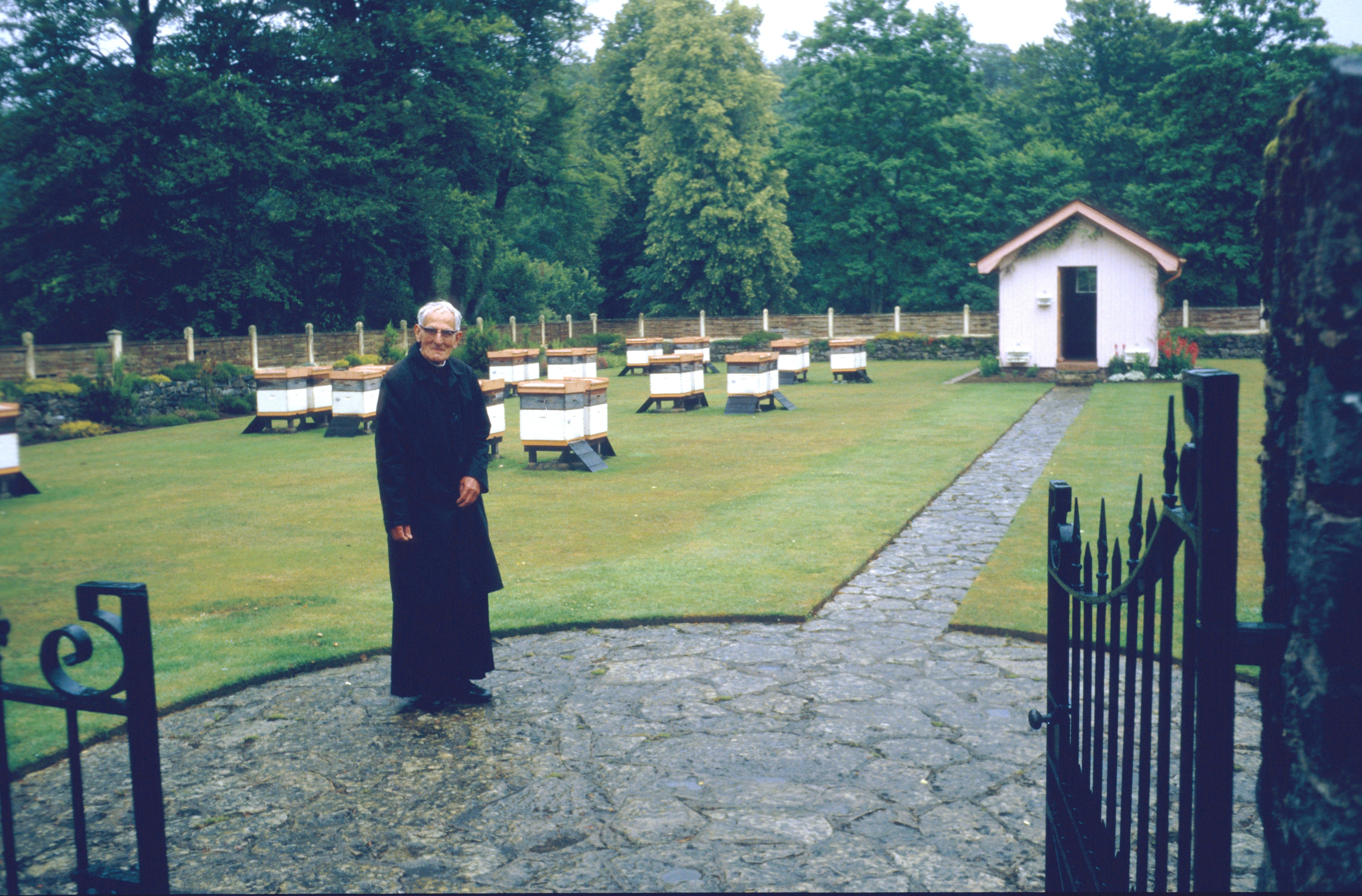
Ve včelí zahradě bratra Adama

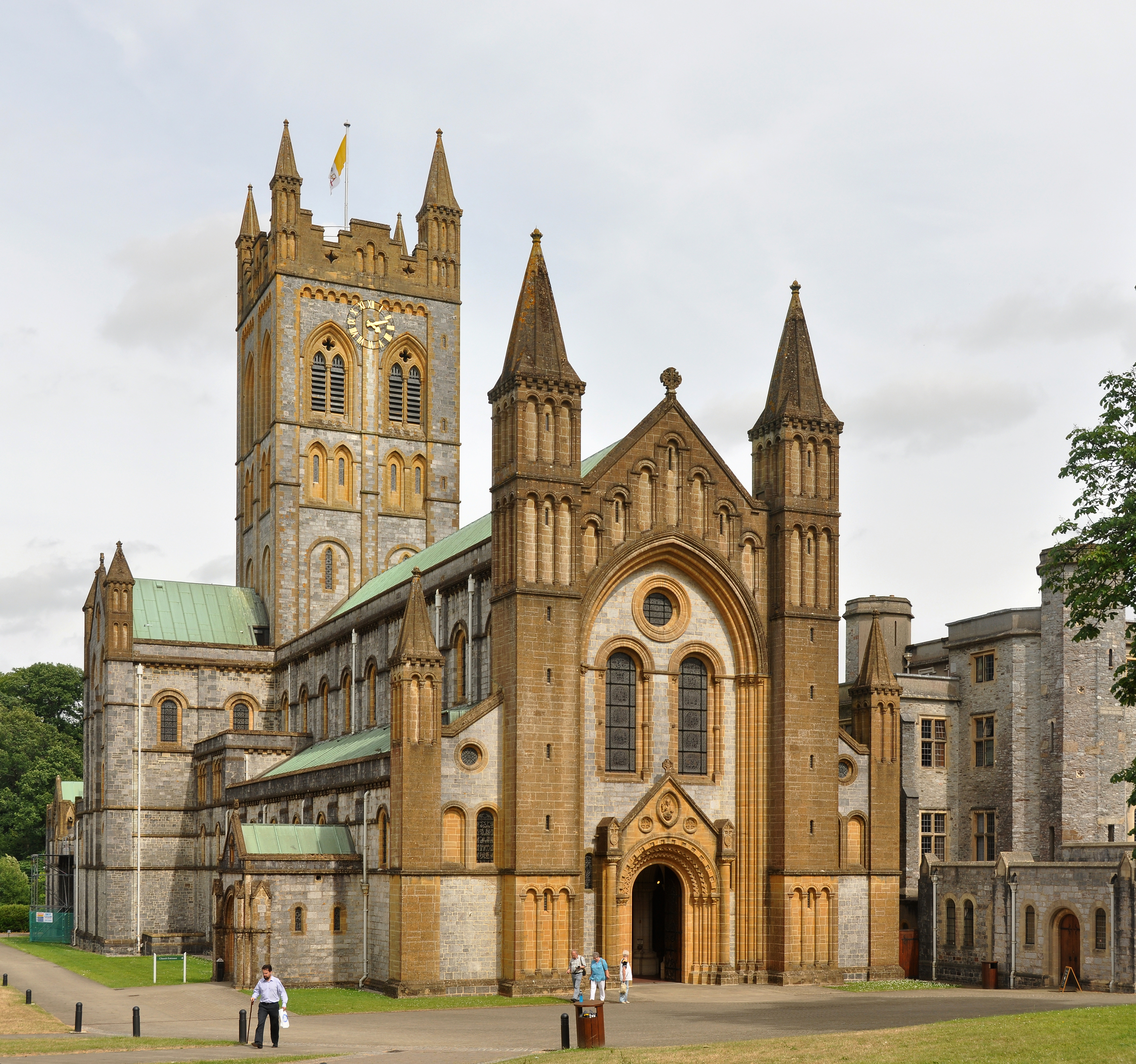
Buckfast Abbey v jižním Devonu

Karl Kehrle (známý jako bratr Adam; 3. srpna 1898, Mittelbiberach – 1. září 1996, Buckfastleigh) byl benediktinský mnich, včelař, vedoucí včelařského oddělení v Buckfast Abbey, autorita ve výzkumu chovu včelích matek a tvůrce plemene včely medonosné buckfastské.
„Jako chovatel včel byl nepřekonatelný. Mluvil s nimi, hladil je. Vnášel do úlů klid, na který podle těch, kteří ho viděli při práci, citlivé včely odpovídaly.“ The Economist, 14. září 1996

## Životopis
V 11 letech byl ze zdravotních důvodů poslán svou zbožnou katolickou matkou z Německa do britského kláštera Buckfast Abbey, kde vstoupil do řádu pod jménem bratr Adam a v roce 1915 zahájil svou včelařskou činnost. O dva roky dříve se ve Velké Británii rozšířil parazit roztočík včelí (Acarapis woodi - tzv. nemoc z ostrova Wight), který způsobil obrovské škody ve včelařství tím, že zahynuly všechny "britské včely" (včely tmavé) ve Velké Británii. V roce 1916 se nemoc dostala do kláštera a zabila 30 ze 46 včelstev. Ztráty neutrpěla pouze včela tmavá (Apis mellifera mellifera) ale i včela vlašská (Apis mellifera ligustica).
Nejprve cestoval do Turecka hledat náhradu za britské včely. V roce 1917 vytvořil první řadu buckfastských včel, které se ukázaly jako vysoce produktivní a odolné vůči parazitům. 1. září 1919 se bratr Adam stal vedoucím včelařského oddělení v Buckfast Abbey, krátce po odchodu bratra Kolumba do důchodu. V roce 1925, po studiu včelařství, založil svou světoznámou izolovanou chovnou stanici včelích matek aby získal vybrané včelí křížence. Od roku 1950, po více než deseti let, bratr Adam pokračoval v postupném vylepšování včel buckfastských analýzou a porovnáváním včel z celé Evropy, středního východu a severní Afriky.
V roce 1964 byl zvolen členem představenstva Asociace pro výzkum včel, z níž se později stala Mezinárodní asociace pro výzkum včel (IBRA).
V 70. letech pokračoval ve studiu buckfastské včely a s ní souvisejících genetických línii. Získal několik ocenění a vyznamenání, včetně Řádu britského impéria v roce 1973 a Záslužného řádu Spolkové republiky Německo v roce 1974.
Dne 2. října 1987 obdržel titul doktor honoris causa (čestný doktorát) od Švédské univerzity zemědělských věd při hledání včel v pohoří Kilimandžáro v Tanzanii a Keni, což ho velmi dojalo, protože návštěvy dostaly oficiální status vzhledem k povaze jeho výzkumu.
O dva roky později mu byl udělen čestný doktorát na Univerzitě v Exeteru ve Spojeném království.
Dne 2. února 1992 ve věku 93 let rezignoval na svou funkci ve včelařském oddělení kláštera a směl strávit nějaký čas se svou neteří v rodinném domě v Mittelbiberachu v Německu. Od roku 1993 žil jako vysloužilý mnich v Buckfast Abbey a stal se nejstarším mnichem v Britské benediktinské kongregaci. V roce 1995 se ve věku 97 let přestěhoval do domova důchodců poblíž Buckfast Abbey, kde 1. září 1996 zemřel.

## Vyznamenání
Doktorát Honoris Causa (čestný doktorát)
- 1987 Švédská univerzita zemědělských věd
- 1989 Univerzita v Exeteru

Vyznamenání
- 1973 Řád britského impéria
- 1975 Záslužný řád Spolkové republiky Německo
- 1988 Řád za zásluhy Bádenska-Württemberska